# Los Choneros
Los Choneros es una  organización  ecuatoriana de alcance internacional y la cual es originaria del cantón Chone de la Provincia de Manabí, pero con sede en Guayaquil. Esta organización criminal y delincuencial (Que también podría a llegar a considerarse como un tipo de Cartel) está conformada por dos peligrosas ramificaciones delictivas llamadas 'Los Fatales' (liderada por Adolfo Macias alias 'Fito') y 'Las Águilas' (liderada en un principio por Junior Roldán alias 'JR', presuntamente asesinado en Colombia en mayo del 2023, actualmente liderado por Alan Gustavo Arellano alias 'Doble A'). Se dedican a la extorsión, asesinato, sicariato, al tráfico de drogas entre otros delitos. En la actualidad están presentes en buena parte del territorio de Ecuador, y según la policía ecuatoriana son socios en el envío de cocaína con los carteles mexicanos especialmente el Cártel de Sinaloa, la Mafia albanesa, la 'Ndrangheta italiana y la Cosa nostra. Sus líderes originales están presos o fueron asesinados.

## Historia
Los Choneros surgieron aproximadamente en el año 2005 a partir del tráfico de drogas en la ciudad de Manta. En su comienzo contaba con ocho integrantes, con edades de entre 18 y 30 años. Jorge Bismark Véliz España, fue su fundador y primer líder al cual conocían como "Chonero" o "Teniente España". Se dice que Bismark inició como un vendedor de drogas en los barrios de la ciudad.
Sin embargo, en una fiesta, el jefe de la banda de “Los Queseros” (Carlos Jesús Cedeño Vera, “El Rojo” “El Quesero"), se enemista con Teniente España y ordena acabar con Teniente España resultando este herido junto a su hija y causando la muerte de su esposa. Días después, la banda de “Los Choneros”, aproximadamente 8 integrantes  (entre ellos “lan” un hermano de “Fito”, “rasquiña” “teniente España” entre otros) asesinaron por venganza al empresario Jhonny Verdy Cedeño Vera “El Barón”, hermano del “El Rojo” líder de “Los Queseros” y meses después Jorge Luis Zambrano “Rasquiña” sicario de “Los Choneros” acabó con la vida del hijo de “El Barón” (Jonathan Christian Cedeño Briones) por miedo a que tomara venganza con la muerte de su padre.  Debido a esto, se desata la guerra entre bandas que acabó con la desaparición de Los Queseros.Al líder  de “Los Queseros” lo terminan asesinando dentro de la cárcel “El Rodeo” en la ciudad de Portoviejo.
El 28 de diciembre del 2020, Rasquiña fue asesinado en el centro comercial Mall del Pacífico de Manta mientras estaba en una cafetería.

## Crímenes conocidos
- El 11 de febrero de 2013, 9 de sus integrantes son protagonistas de la fuga de "La Roca" en la cual amordazaron a los guardias y escaparon por el río Daule.[2][6] Son acusados de contrabando, extorsión y chantaje dentro de las cárceles del país, además el ministerio de justicia capturó el 18 de febrero a 21 policías y a 4 guardias de la penitenciaría del litoral relacionados con la banda, que según fuentes oficiales servían de enlace con el exterior.[7]

## Asesinatos
- William Humberto Poveda Salazar "El cubano", quien luego de ser acribillado y decapitado, su cabeza se utilizó para jugar un partido de fútbol en la Penitenciaría del Litoral durante un motín orquestado por esta banda criminal, para el cual neutralizaron a miembros del GIR y a sus propios custodios.[8]
- Darwin Eddy Corozo Camacho alias “Negro Jessy”, un delincuente asaltante muy famoso y "legendario" de las calles de Guayaquil, famoso en el bajo mundo y en el mundo del hampa que atemorizó a la ciudad por 2 décadas (1999-2019), fue apuñalado brutalmente ocho veces frente a los guardias en el Centro de Rehabilitación Social de Latacunga.[9]
- El 30 de mayo de 2019, en la penitenciaria del Litoral seis integrantes de la banda "los gorras": "Ricardo Iván Mantilla, de 23 años; Marcelo Capurro, 37 años; Cristhian Cuenca, 28 años; Luis Parrales, 33; y Romario Villón, de 24 años"[10] fueron ultimados en un enfrentamiento presuntamente por Luis Felipe González, Marco Antonio Espín y Bolívar Javier Carrasco, delincuentes sentenciados por robo y porte de armas.[10]

## Ruptura con varios subgrupos
Después de la muerte de Jorge Luis Zambrano  "Rasquiña", su sucesor José Macias Villamar alias "Fito" provocó que los subgrupos que funcionaban como parte de Los Choneros se dividieran e inicien una guerra por el liderazgo. El 23 de febrero de 2021 los subgrupos atacaron a la banda original de Los Choneros en tres cárceles del Ecuador, el Servicio Nacional de Atención Integral (SNAI) informó la muerte de 79 reclusos y decenas de reclusos heridos resultando en una de las masacres carcelarias más sangrientas en el Ecuador y en América.
El subgrupo de Los Lobos, Los Tiguerones, Los Chone Killers y Los Pipos que funcionaban como parte de Los Choneros y protagonizaron la masacre carcelaria, se unieron en una nueva estructura en 2021, la cual ha sido denominada Nueva Generación, como referencia a su relación de narcotráfico con el Cártel Jalisco Nueva Generación (CJNG) de México para disputar el territorio a Los Choneros y buscan liderar el mercado del narcotráfico en Ecuador.